# Joseph Baldo
Pour les articles homonymes, voir Baldo.
Joseph ou Giuseppe Baldo (Puegnago sul Garda, 19 février 1843 - Ronco all'Adige, 24 octobre 1915) est un prêtre italien fondateur des petites filles de Saint Joseph et reconnu bienheureux par l'Église catholique.

## Biographie
Giuseppe Baldo est né à Puegnago sul Garda le 19 février 1843. Il est baptisé le lendemain dans l'église du village. Il entre au séminaire de Vérone le 7 décembre 1858 où il est noté pour sa piété, sa discipline et d'excellents résultats dans les études. 
Le 15 août 1865, à seulement 22 ans, par indult du pape, il est ordonné prêtre par l'évêque de Vérone, Mgr Luigi di Canossa. Il passe un an comme vicaire à Montorio, dans la banlieue de Vérone. Il est ensuite nommé par son évêque pour remplir le rôle prestigieux de vice-président du collège diocésain de Vérone où il reste pendant 11 ans en tant qu'éducateur. 
Se sentant inspiré de se consacrer à un apostolat plus large, il demande et obtient la permission d'être envoyé prêtre à Ronco all'Adige où il demeure jusqu'à sa mort. Pendant trente-huit ans, il fonde de nombreuses œuvres pastorales, caritatives et sociales, souvent à l'avant-garde de son temps. Pour gérer ses créations, il fonde les Petites Filles de Saint-Joseph. Rongé par la fatigue à la suite d'une longue maladie, réputé pour sa vertu et ses mérites, il meurt le 24 octobre 1915 à l'âge de 72 ans.

## Béatification
Sa cause en béatification est introduite le 11 juin 1977 ; le 26 janvier 1987, le pape Jean Paul II autorise la congrégation pour les causes des saints à promulguer le décret sur les vertus héroïques du prêtre lui reconnaissant le titre de vénérable. Il est béatifié par Jean-Paul II le 31 octobre 1989 dans la Basilique Saint-Pierre à Rome.